# Виллехарий
Виллехарий (Вильхар; лат. Willeharius, нем. Willehari; умер не ранее 712) — герцог Алеманнии (упоминается в 709—712 годах).

## Биография
О Виллехарии повествуют несколько средневековых исторических источников, в том числе, франкские анналы и написанное в конце VIII века агиографическое сочинение о мученичестве святых Дезидерия Ренского и Регинфрида (лат. «Passio Passio Desiderii et Reginfridi martyrum Alsegaudensium»).
Согласно данным анналов, в 709 и 712 годах франки совершили два похода в Алеманнию против правившего здесь герцога Виллехария. В «Житии святых Дезидерия и Регинфрида» уточняется, что власть Виллехария распространялась на находившуюся в западной части герцогства область Ортенау.
О причинах вмешательства майордома Франкского государства Пипина Геристальского в алеманские дела в трудах средневековых авторов не сообщается. Современные историки предполагают, что походы против Виллехария были вызваны притязаниями того на власть над всей Алеманнией. Вероятно, в этом случае, Пипин Геристальский выступал как покровитель Лантфрида и Теудебальда, сыновей умершего в 709 году герцога Готфрида, после смерти отца признавших над собой верховную власть правителей Франкского государства. Также возможно, что после смерти Готфрида Алеманния оказалась разделённой на несколько частей, и походы Пипина были направлены на её объединение под властью лояльных ему властителей.